# Store Frederikslund
Store Frederikslund ligger i Kindertofte Sogn, Slagelse Kommune mellem landsbyerne Kindertofte og Sorterup, 1–1,5 km nord for Vestmotorvejen, Kindertofte kirke og landevejen Sorø-Slagelse. 
Store Frederikslund er dannet ved sammenlægning af de to mindre gårde Landbytorp og Davidsrød. Gårdens navn var Landbotorp. Navnet Store Frederikslund er fra 1783. Hovedbygningen er opført i 1782-1790 ved arkitekt Andreas Kirkerup. Store Frederikslund Gods er på 1.070 ha.
I Hans Scherfigs bog Frydenholm fortælles om den fiktive godsejer Rosenkop-Frydenskjold på det ligeså fiktive gods Frydenholm ved en landsby i Præstø Amt. Romanens godsejer (og godset) er en sammensætning af godsejerne på Broholm, Frydenlund og Store Frederikslund (og deres godser) under besættelsen. 

## Ejere af Store Frederikslund
- (1673-1687) Poul Nielsen Rosenpalm
- (1687-1691) Enke Fru Rosenpalm
- (1691-1719) Bertel Petersen
- (1719-1774) Kronen
- (1774-1783) Hans Larsen Fogh
- (1783-1786) Hans Henrik Valentinsen von Eickstedt
- (1786-1813) Jørgen Frederik Castenschiold
- (1813-1854) Caspar Jørgensen Holten Grevencop-Castenschiold
- (1854-1856) Caspar Jørgensen Holten Grevencop-Castenschiolds dødsbo
- (1856-1874) Jørgen Frederik Johannes Casparsen Grevenkop-Castenskiold
- (1874-1913) Hans Schack Helmuth Jørgensen Grevenkop-Castenskiold
- (1913-1935) Jørgen Adolph Hansen Grevenkop-Castenskiold
- (1935-1995) Erik Wilhelm Jørgensen Grevenkop-Castenskiold
- (1995-1999) Ellen Egeskov
- (1999-2012) Store Frederikslund Holding A/S v/a Klaus Helmersen og hans 4 børn
- (2012-) St. Frederikslund A/S v/a Kattegat-Fonden